# Карпенко-Криниця Петро
Петро Карпенко-Криниця  (справжнє ім'я Петро Горбань, народився 22 грудня 1917 в селі Бакланова Муравійка нині Куликівського району Чернігівщини — 5 січня 2003) — український поет, журналіст.

## З біографії
На базі середньої освіти закінчив річні курси вчителів історії і працював учителем.
Закінчив заочно історичний факультет учительського інституту в Києві й згодом (стаціонарно) — мовно-літературний факультет цього ж закладу, продовжуючи навчатися в Київському педагогічному інституті ім. М. Горького.
За рік перед Другою світовою війною був директором школи.
Почав друкуватися з 1938 р..
Під час війни в окупованій німецьким нацизмом Україні брав участь у національно-визвольному підпіллі. Працював кореспондентом газети «Українське Полісся», що виходила в Чернігові. Навесні 1942 року видав у Чернігові першу збірку — «Гримлять дороги».
Після розгрому чернігівського націоналістичного підпілля Карпенко перебрався на Київщину, де працював редактором газети «Іванківські вісті» (1942—1943).
Був заарештований нацистами і висланий до Німеччини (1943). кінець війни зустрів остарбайтером. Після капітуляції Німеччини перебував у таборах для переміщених осіб. Працював у газеті «Українська трибуна» (Мюнхен), редагував журнал «Авангард».
В 1950 емігрував до США, працював робітником на фабриках і заводах у Нью-Йорку, Чикаго, Детройті, Брукліні, Каліфорнії.
В 1962 здобув ступінь бакалавра бібліотекознавства в Оттавському університеті, навчався в Американському російському інституті славістики (1963—1965). Був серед засновників Організації українських письменників у вигнанні «Слово» (1954).
Здобув науковий ступінь із бібліотекознавства в Оттавському університеті (Канада), але не працював за цим фахом.
Після спроби самогубства 1965 року Карпенко потрапив на лікування до психіатричної лікарні Нана Веллі (Каліфорнія), де й перебував до самої смерті, забутий нечисленними друзями та колегами. Помер 5 січня 2003. Похований на українському цвинтарі в Саут-Баунд-Бруці (штат Нью-Джерсі, США).

## Творчий доробок
Автор книжок «Гримлять дороги» (1942), «Полум'яна земля» (1947), «Підняті вітрила» (1950).
Автор збірок віршів «Солдати мого легіону» (1951), «Поеми» (1954), «Повернення друга» (1958), «Індіянські баляди» (1968).